# Stewiacke
Stewiacke – miasto (town) w kanadyjskiej prowincji Nowa Szkocja, w hrabstwie Colchester, na południe od Truro, podjednostka podziału statystycznego (census subdivision). Według spisu powszechnego z 2016 obszar miasta to: 17,62 km², a zamieszkiwało wówczas ten obszar 1373 osoby (gęstość zaludnienia 77,9 os./km²).
Miejscowość, której miano pochodzi od nazwy rzeki Stewiacke River, w 1906 otrzymała status miasta (town).